# Hans von Campenhausen
Hans Erich von Campenhausen (Rosenbeck, Livonia, 16 de diciembre de 1903 -Heidelberg, 6 de enero de 1989) fue un teólogo protestante alemán, considerado como uno de los más importantes Historiadores eclesiásticos protestantes del siglo XX.

## Vida y obra
Hans von Campenhausen procedía de la nobleza. Fue víctima de la Revolución rusa, perdió a su padre y huyó, junto a su familia, a España. En 1922 hizo la selectividad en Heidelberg. A continuación, estudió Teología en las universidades de Heidelberg y  Marburgo. Fue discípulo de Rudolf Bultmann, Hans von Soden y Martin Dibelius. 
A pesar de haber firmado el 11 de noviembre de 1933 el Compromiso de los profesores de las universidades y colegios alemanes con Adolf Hitler y su estado nacional-socialista, posteriormente se distanció del Nacionalsocialismo y entró en la Iglesia Confesante.
Desde 1945, fue nombrado sucesor de su maestro Hans von Schubert, como profesor de historia de la Iglesia en Heidelberg. En 1946 fue elegido Rector. En Heidelberg escribió sus obras más importantes: Kirchliches Amt und geistliche Vollmacht in den ersten drei Jahrhunderten (1953) y Die Entstehung der christlichen Bibel (1968). Sus trabajos históricos sobre los Padres de la Iglesia, Griechische Kirchenväter (1955) y Lateinische Kirchenväter (1960), han sido traducidas a muchos idiomas y reeditadas en varias ocasiones.

## Obras
- Ambrosius von Mailand als Kirchenpolitiker. de Gruyter, Berlín 1929.
- Die Passionssarkophage zur Geschichte eines altchristlichen Bildkreises. Marburg 1929.
- Die Idee des Martyriums in der alten Kirche. Vandenhoeck & Ruprecht, Göttingen 1936.
- Kirchliches Amt und geistliche Vollmacht in den ersten drei Jahrhunderten. Mohr, Tübingen 1953.
- Griechische Kirchenväter. Kohlhammer, Stuttgart 1955; 8. Auflage 1993, ISBN 3-17-012887-6.
- Lateinische Kirchenväter. Kohlhammer, Stuttgart 1960; 7. unveränderte Auflage 1995, ISBN 3-17-013504-X.
- Aus der Frühzeit des Christentums. Studien zur Kirchengeschichte des 1. und 2. Jahrhunderts. Mohr, Tübingen 1963.
- Die Entstehung der christlichen Bibel. Mohr, Tübingen 1968; Nachdruck 2003.
- Theologenspieß und –spaß. Hamburg 1973, ISBN:3-7990-0133-9.